# Oregon (teritoriu SUA)

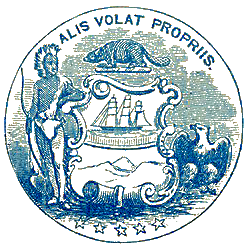
Sigiliul entități pre-statale Oregon Territory.

Teritoriul Oregon, conform originalului, Oregon Territory, este numele care s-a folosit pentru a descrie atât Țara Oregon, conform Oregon Country, suprafață masivă de teren din nord-vestul Statelor Unite și sud-vestul Canadei de astăzi, teritoriu pretins și disputat de Statele Unite și Marea Britanie (dar cunoscut comun ca Oregon Country), dar și un en  teritoriu organizat al SUA, care a existat administrativ între 1848 și 1859.
Organizarea teritoriului Oregon a fost permisă începând cu data de 14 august 1848, printr-un act al Congress-ului, care se referea la porțiunea din Oregon Country care aparținea Statelor Unite, mai exact întrega porțiune sudică a Oregon Country situată sub paralela 49 nordică.  Inițial, această porțiune era foarte mare, incluzând complet suprafețele statelor de azi Idaho, Oregon și Washington, precum porțiuni semnificative vestice din statele de azi Montana (la vest de așa-numita Continental Divide) și Wyoming (la vest de Continental Divide și la nord de paralela 42 nordică — granița nordică a teritoriului cunoscut ca Mexican Cession).
Prima capitală teritorială a fost în Oregon City, dar a fost ulterior mutată la Salem în 1851.
În 1853, porțiunea teritoriului situată la nord de zona inferioară a fluviului Columbia și la nord de paralela 46, dar din estul fluviului, a fost organizată în Washington Territory.
Pe data de 14 februarie 1859, teritoriul a intrat în Uniune ca cel de-al 33-lea stat al acesteia, având exact suprafața de azi.  Porțiunile estice ale Teritoriului Oregon, care nu fuseseră adăugate Teritoriului Washington în 1853, porțiunile de azi ale sudului statului Idaho și vestului statului Wyoming au fost adăugate teritoriului Washington, cu aceeași ocazie.

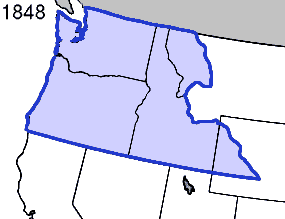
Oregon Territory, aşa cum fusese iniţial organizat, în 1848
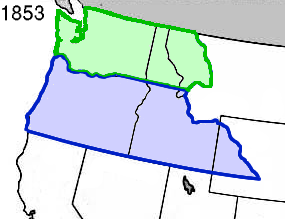
Oregon Territory (în albastru) şi Washington Territory (în verde) în 1853
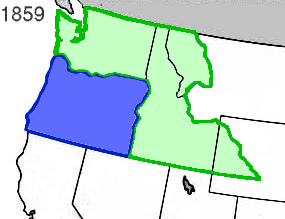
Statul Oregon şi Washington Territory (în verde) în 1859